# Вовкушевский, Григорий Дмитриевич
Григорий Дмитриевич Вовкушевский (укр. Григорій Дмитрович Вовкушевський; 1866, Тиница, Конотопский уезд, Российская империя — после 1934) — украинский юрист, государственный и общественный деятель УНР. Учёный-лексикограф НАН Украины во время Расстрелянного возрождения. Также один из лидеров автокефального движения в УПЦ, заместитель председателя Всеукраинской православной церковной рады. Жертва сталинских репрессий.

## Биография
Родился в семье земского деятеля Дмитрия Вовкушевского. Окончил Киевский университет (1892). Работал в Киевской судебной палате. Был мировым судьёй Таращанского округа (1897-1903), председателем съездов судей Староконстантиновского и Таращанского округов (1903–1906), членом Уманского (с 1906) и Киевского (1912–1918) окружных судов и управляющим департаментом Киевского апелляционного суда (с 1 апреля 1918 г.).
Во времена Украинской Центральной рады был членом Апелляционного суда, при Директории УНР входил в Чрезвычайную комиссию по расследованию деятельности гетмана Павла Скоропадского и его правительства.
Был членом (с сентября 1919 г.) и секретарём (с февраля 1921 г.) юридическо-терминологической комиссии ВУАН. Один из составителей и соредакторов изданного комиссией «Русско-украинского словаря юридического языка» (1926). В то же время входил в Комиссию ВУАН по составлению исторического словаря украинского языка.
С 1921 года являлся сотрудником Института украинского научного языка ВУАН. После 1921 – титар Софийского собора, член и заместитель председателя Всеукраинского православного церковного совета.
Органы ГПУ в 1926 и 1927 возбуждали уголовные дела против учёного, которые были прекращены из-за недоказанности обвинения. ГПУ приняло во внимание то, что в 1928 году Вовкушевский вместе с женой возложил на гроб Марии Гринченко (писательницы и лексикографа) венок с жёлто-голубой лентой.
Был арестован в 1929 году по делу «Союза освобождения Украины». Постановлением тройки ГПУ УССР от 19 февраля 1930 года был выслан на 5 лет в лагерь СССР в Кызылорде (ныне Казахстан). Новым решением Коллегии ОГПУ (судебное заседание от 19 марта 1934 г.) ему было запрещено пребывание на Украине. Местом жительства учёный выбрал Кызылорду и на родину уже больше не возвращался. О его дальнейшей судьбе сведений нет.

## Внешние ссылки
- І. Б. Усенко, Правничо-термінологічна комісія ВУАН та її наукові здобутки
- Житловий будинок поч. 1900-х рр., в якому проживав Вовкушевський Г. Д.